# 36 Hours
36 Hours (br: 36 Horas) é um filme estadunidense de 1965, do gênero guerra, dirigido por George Seaton, com roteiro baseado em um conto de Roald Dahl.[carece de fontes?]

## Sinopse
O major Pike é enviado a Lisboa para se encontrar com um espião alemão e descobrir o que ele sabe sobre o Dia D, alguns dias antes do previsto para o desembarque. O major conhece todos os detalhes da operação e quer conferir se os alemães sabem de alguma coisa. Mas Pike é raptado e enviado drogado à Alemanha, onde os nazistas montam uma sofisticada base, simulada como um hospital estadunidense.
Ao acordar, com os cabelos pintados de grisalho, os nazistas convencem Pike de que ele está em 1950, e que não se lembra dos últimos seis anos por estar sofrendo de amnésia. Pensando que a guerra já tinha acabado, Pike não guarda mais segredo da operação. E revela aos nazistas disfarçados que o desembarque do Dia D será na Normandia.
Mas seus captores se descuidam e dão a Pike a chance de corrigir seu erro.[carece de fontes?]

## Elenco principal
- James Garner .... major Jefferson Pike
- Eva Marie Saint .... Anna Hedler
- Rod Taylor .... major Walter Gerber
- Werner Peters .... Otto Schack
- John Banner .... sargento Ernst
- Celia Lovsky .... Elsa